# Nepenthes chang
Nepenthes chang là một loài nắp ấm thuộc họ Nắp ấm. Đây là loài bản địa các núi Banthad ở miền trung Thái Lan, nơi nó mọc ở độ cao 300-600 mét trên mực nước biển. Người ta cho rằng loài này quan hệ gần gũi với N. kampotiana
Tên chi tiết epithet đề cập đến đảo Ko Chang, nơi mẫu điển hình đã được sưu tập.